# بيفيل
بيفيل (بالإنجليزية: Beeville)‏ هي مدينة أمريكية تقع في ولاية تكساس.تبلغ مساحة هذه المدينة 15.8 (كم²)،ويبلغ عدد سكانها 13129 نسمة حسب إحصاء سنة 2010 م. تشير إحصاءات سنة 2000م بان الكثافة السكانية في هذه المدينة تقدر بـ(830) نسمة/كم2.

## التركيبة السكانية
حدّد مكتب تعداد الولايات المتحدة بيانات التركيبة السكانية لبيفيل في تعداد الولايات المتحدة. في ما يلي، التركيبة السكانية حسب تعدادي 2000 و2010.

### تعداد عام 2000
بلغ عدد سكان بيفيل 13,129 نسمة بحسب تعداد عام 2000، وبلغ عدد الأسر 4,697 أسرة وعدد العائلات 3,288 عائلة مقيمة في المدينة. في حين سجلت الكثافة السكانية 794.7 نسمة لكل كيلومتر مربع (2,058.3/ميل2). وبلغ عدد الوحدات السكنية 5,539 وحدة بمتوسط كثافة قدره 335.3 لكل كيلومتر مربع (868.4/ميل2).
وتوزع التركيب العرقي للمدينة بنسبة 72.08% من البيض و2.87% من الأمريكيين الأفارقة و0.59% من الأمريكيين الأصليين و0.69% من الأمريكيين ذوي الأصول الآسيوية و0.05% من سكان جزر المحيط الهادئ و20.63% من الأعراق الأخرى و3.09% من عرقين مختلطين أو أكثر و67.67% من الهسبانيون أو اللاتينيون من أي عرق.
بلغ عدد الأسر 4,697 أسرة كانت نسبة 44.5% منها لديها أطفال تحت سن الثامنة عشر تعيش معهم، وبلغت نسبة الأزواج القاطنين مع بعضهم البعض 45.5% من أصل المجموع الكلي للأسر، ونسبة 19.2% من الأسر كان لديها معيلات من الإناث دون وجود شريك، بينما كانت نسبة 5.3% من الأسر لديها معيلون من الذكور دون وجود شريكة وكانت نسبة 30% من غير العائلات. تألفت نسبة 26.1% من أصل جميع الأسر من عدة أفراد يعيشون في نفس المنزل ونسبة 10.3% كانت تتألف من شخص يعيش بمفرده يبلغ من العمر 65 عاماً أو أكثر. وبلغ متوسط حجم الأسرة المعيشية 2.73، أما متوسط حجم العائلات فبلغ 3.30.
بلغ العمر الوسطي للسكان 30.9 عاماً. وكانت نسبة 31.1% من القاطنين تحت سن الثامنة عشر، وكانت نسبة 10.1% بين الثامنة عشر والرابعة والعشرين عاماً، ونسبة 25.5% كانت واقعةً في الفئة العمرية ما بين الخامسة والعشرين والرابعة والأربعين عاماً، ونسبة 19.6% كانت ما بين الخامسة والأربعين والرابعة والستين، ونسبة 11.3% كانت ضمن فئة الخامسة والستين عاماً فما فوق. يوجد لكل 100 أنثى 88.2 ذكر، ويوجد لكل 100 أنثى في الثامنة عشر من عمرها فما فوق 82.0 ذكر.
بلغ متوسط دخل الأسرة في المدينة 25,475 دولارًا، أما متوسط دخل العائلة فبلغ 27,794 دولارًا. وكان متوسط دخل الذكور 26,761 دولارًا مقابل 20,411 دولارًا للإناث. وسجل دخل الفرد الخاص بالمدينة 11,027 دولارًا. وكانت نسبة 26.5% من العائلات ونسبة 30.3% من السكان تحت خط الفقر، وكان من هؤلاء نسبة 41% تحت سن الثامنة عشر ونسبة 24.4% في الخامسة والستين من العمر وما فوق.

## معرض صور

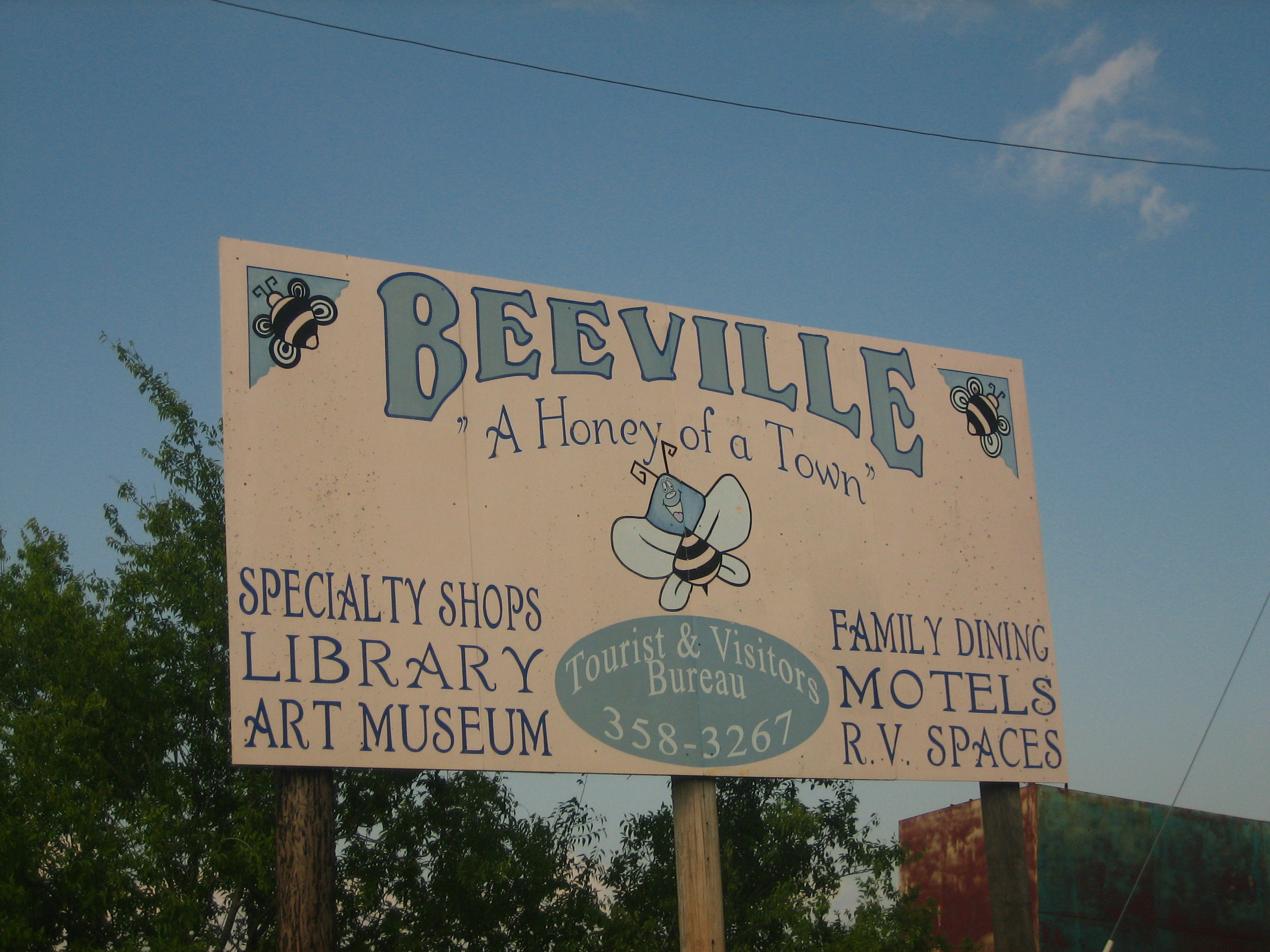
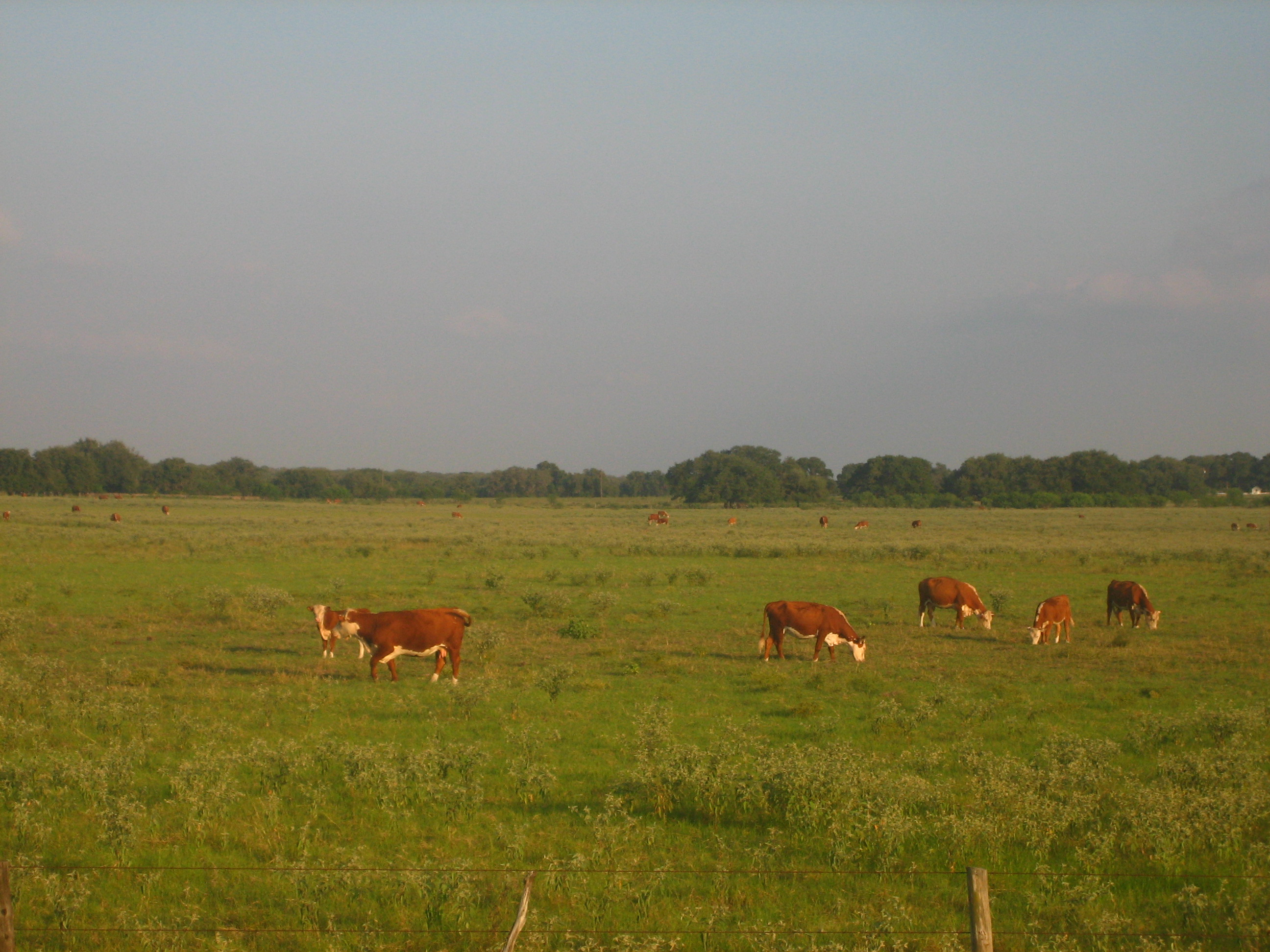
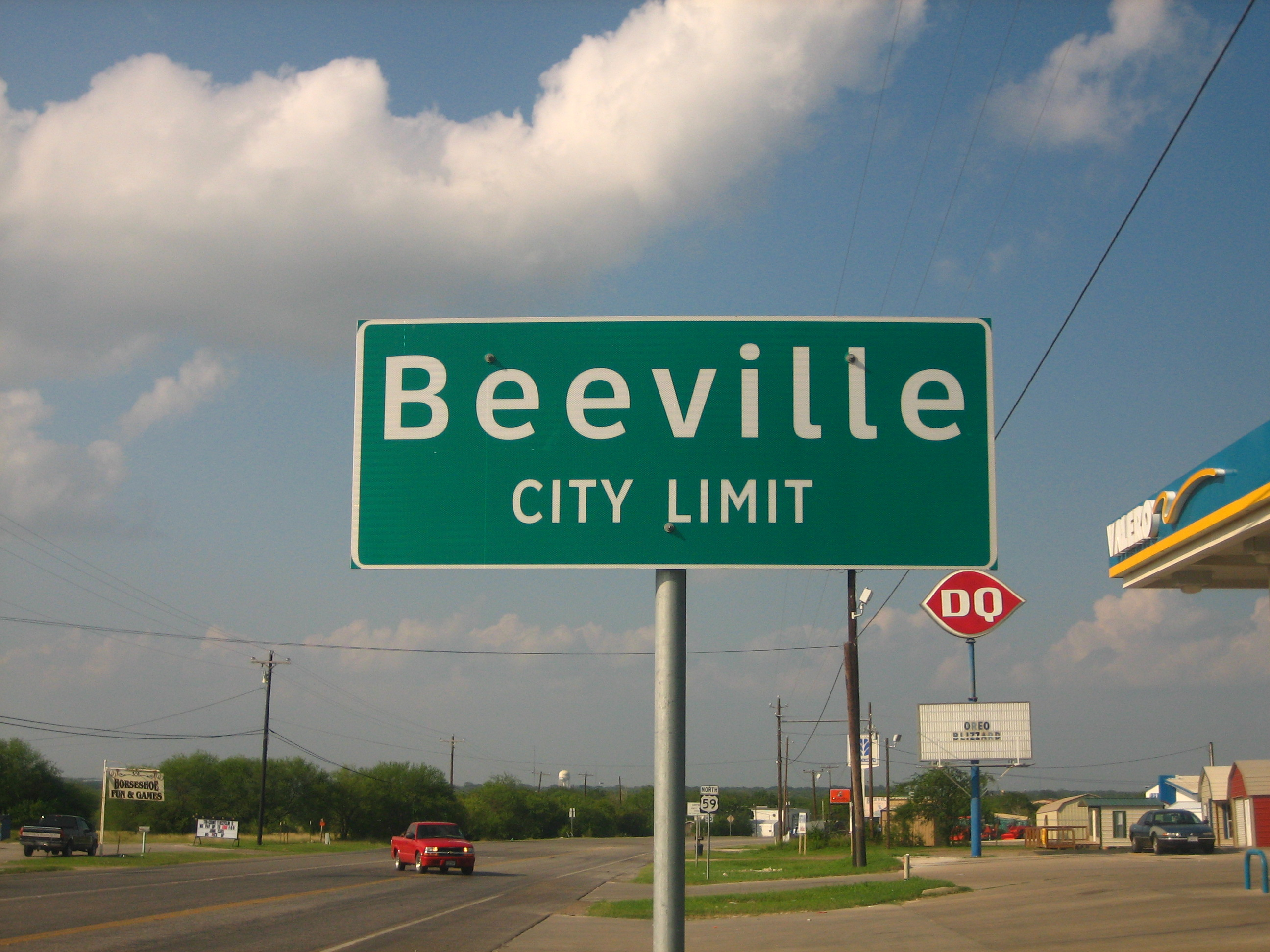

### تعداد عام 2010
بلغ عدد سكان بيفيل 12,863 نسمة بحسب تعداد عام 2010، وبلغ عدد الأسر 4,734 أسرة وعدد العائلات 3,174 عائلة مقيمة في المدينة. في حين سجلت الكثافة السكانية 778.6 نسمة لكل كيلومتر مربع (2,016.6/ميل2). وبلغ عدد الوحدات السكنية 5,383 وحدة بمتوسط كثافة قدره 325.8 لكل كيلومتر مربع (843.8/ميل2).
وتوزع التركيب العرقي للمدينة بنسبة 79.09% من البيض و2.69% من الأمريكيين الأفارقة و0.74% من الأمريكيين الأصليين و0.88% من الأمريكيين ذوي الأصول الآسيوية و0.09% من سكان جزر المحيط الهادئ و13.22% من الأعراق الأخرى و3.30% من عرقين مختلطين أو أكثر و71.92% من الهسبانيون أو اللاتينيون من أي عرق.
بلغ عدد الأسر 4,734 أسرة كانت نسبة 40.2% منها لديها أطفال تحت سن الثامنة عشر تعيش معهم، وبلغت نسبة الأزواج القاطنين مع بعضهم البعض 40.5% من أصل المجموع الكلي للأسر، ونسبة 19.9% من الأسر كان لديها معيلات من الإناث دون وجود شريك، بينما كانت نسبة 6.7% من الأسر لديها معيلون من الذكور دون وجود شريكة وكانت نسبة 33% من غير العائلات. تألفت نسبة 28.5% من أصل جميع الأسر من عدة أفراد يعيشون في نفس المنزل ونسبة 10.4% كانت تتألف من شخص يعيش بمفرده يبلغ من العمر 65 عاماً أو أكثر. وبلغ متوسط حجم الأسرة المعيشية 2.66، أما متوسط حجم العائلات فبلغ 3.27.
بلغ العمر الوسطي للسكان 31.9 عاماً. وكانت نسبة 29.7% من القاطنين تحت سن الثامنة عشر، وكانت نسبة 10.1% بين الثامنة عشر والرابعة والعشرين عاماً، ونسبة 25.1% كانت واقعةً في الفئة العمرية ما بين الخامسة والعشرين والرابعة والأربعين عاماً، ونسبة 23.1% كانت ما بين الخامسة والأربعين والرابعة والستين، ونسبة 12% كانت ضمن فئة الخامسة والستين عاماً فما فوق. وتوزع التركيب الجنسي للسكان بنسبة 47.2% ذكور و52.8% إناث.

## أعلام
- كورت ووكر
- لويد براون
- رودي خاراميو
- ديفيد س. نوفاك
- إليزابيث آن ديوك